# Silvia Hunte
Silvia Hunte (Silvia Hunte Zambrano; * 14. April 1938 in Panama-Stadt) ist eine ehemalige panamaische Sprinterin, Hürdenläuferin, Hochspringerin und Speerwerferin.
1959 gewann sie bei den Zentralamerika- und Karibikspielen Bronze über 80 Meter Hürden und Hochsprung. Bei den Panamerikanischen Spielen in Chicago wurde sie Sechste im Speerwurf und gewann Silber in der 4-mal-100-Meter-Staffel.
Bei den Olympischen Spielen 1960 in Rom schied sie mit der panamaischen 4-mal-100-Meter-Stafette im Vorlauf aus.
1961 gewann sie bei den Juegos Bolivarianos Silber über 100 und 200 Meter.